# Sedatie
Sedatie is het verlagen van de staat van het bewustzijn van een patiënt. Dit gebeurt door middel van toediening van geneesmiddelen, de zogenoemde sedativa. 

## Toepassingen

### Procedurele sedatie
Procedurele sedatie bij een heelkundige ingreep of onderzoeksprocedure is een alternatief voor algehele verdoving. Het wordt ook wel 'bewuste sedatie' genoemd. Er wordt rustgevende en angstwerende medicatie toegediend zodat de patiënt ontspant zonder het volledige bewustzijn te verliezen. Tevens verliest de patiënt in min of meerdere mate het vermogen om dingen in het geheugen in te prenten zodat hij zich weinig van de ingreep of procedure zal herinneren. Deze vorm van sedatie wordt vaak gebruikt bij een endoscopisch onderzoek, bij een kleine heelkundige ingreep, bij het trekken van verstandskiezen en bij erg angstige patiënten. Op de intensievezorgafdeling wordt sedatie vaak gebruikt ter verhoging van het comfort van de beademde patiënt.

### Palliatieve sedatie
Palliatieve of terminale sedatie of sedatie in de laatste levensfase betekent het dempen van het bewustzijn van patiënten die aan hun levenseinde ondraaglijk lijden ondervinden dat door reguliere medische behandeling niet verlicht kan worden. Uitgangspunt is het comfort van de patiënt te verbeteren, ook als dat mogelijk een sneller levenseinde tot gevolg heeft.

### Psychiatrische sedatie
In een psychiatrische kliniek kunnen ernstig verwarde of angstige patiënten die een gevaar vormen voor zichzelf of hun omgeving met rustgevende medicatie via de mond of per injectie voor korte of langere tijd worden gesedeerd.

## Technieken
De geneesmiddelen worden toegediend door middel van pillen, injectie in een spier of in een ader,  of door het toedienen van gassen via de luchtweg, bijvoorbeeld lachgassedatie. Ook toediening via de neus, de huid of de endeldarm is mogelijk. 
- Perorale sedatie: Het via de mond toedienen van sedativa is de eenvoudigste techniek. Een nadeel is dat de opname van de medicatie individueel erg verschillend kan zijn zodat de uitwerking niet goed voorspelbaar is. Deze techniek is enkel bruikbaar als er slechts een beperkte sedatiediepte wordt nagestreefd.
- Rectale en intranasale sedatie: De opname van de medicatie via de endeldarm (rectum) en via het neusslijmvlies verloopt sneller en vollediger dan via de maag en dunne darm. Deze technieken worden vaak gebruikt in de kindergeneeskunde.
- Transdermale sedatie: Via een pleister op de huid kunnen op een voor de patiënt weinig belastende  wijze sedativa worden toegediend.
- Inhalatie sedatie: Toedienen van lachgas werd in het verleden vaak toegepast. Lachgas is echter een tamelijk zwak sedativum en voor het toedienen ervan is actieve medewerking van de patiënt noodzakelijk, hierdoor en mede vanwege de mogelijke nevenwerking van langdurige blootstelling aan lachgas voor het medische personeel, wordt deze techniek steeds minder gebruikt.
- Intraveneuze sedatie: De medicatie rechtstreeks door middel van een infuus in het bloed toedienen is de meest efficiënte wijze. Dit geeft de beste controle op de toegediende dosis en het snelste resultaat. Hierdoor is dit de meest gebruikte sedatietechniek.

## Gebruikte medicatie
Onder andere midazolam, oxazepam, diazepam, fentanyl, lorazepam, propofol, thiopental en medicinaal lachgas.

## Risico's
De risico's zijn afhankelijk van de gebruikte medicatie, de toedieningsweg en de gewenste sedatiediepte. Meest voorkomend zijn syncope, misselijkheid en soms braken. Bij overdosering van de sedativa kan onderdrukking van de spontane ademhaling optreden. Om deze reden zal tijdens een ingreep steeds de zuurstofsaturatie in het bloed gemeten worden. Voor de vaak gebruikte intraveneuze combinatie midazolam–fentanyl zijn de risico's op zware complicaties ongeveer half zo groot als bij een volledige narcose.

## Sedatiegraad
De sedatiediepte kan worden gemeten op basis van klinische parameters. Hiervoor zijn verschillende schalen opgesteld zoals de Ramsey sedation scale. Samen met de gegevens uit het vooronderzoek en de ziektegeschiedenis kan zo een juiste dosering van de medicatie bepaald worden.